# C-DOS
C-DOS — дисковая операционная система для персональных компьютеров семейства ZX Spectrum. Была разработана в Киеве А. К. Филипповым в 1989 году как расширение операционной системы самого компьютера для работы с гибкими дисками формата 5.25" и 3.5". Изначально предназначалась для работы с моделями, имеющими ОЗУ 48 к. Начиная с версии 2.5 добавлена возможность использования с моделями 128к. Система спроектирована как расширение встроенного в 48-килобайтные модели Basic-а. Поэтому использование на моделях с большим объёмом памяти специфично. Размещается в ПЗУ специально разработанного контроллера того же названия (2 теневые страницы в адресном поле ПЗУ компьютера).
Система поддерживает следующие устройства: четыре дисковода (приводы A, B, C, D); RAM-диск (привод E), который полезен, как дополнительный «быстрый привод» (если компьютер имеет расширенную память 128 КБ); ROM-диск (привод F), для быстрой загрузки (картридж); интерфейс Centronics; часы реального времени.
Отличительной особенностью является использование кластерной системы записи информации. Такая система предусматривает наличие на дискете таблицы размещения файлов (FAT), которая содержит данные о состоянии всех кластеров (единиц хранения информации). Это позволяет, в частности, при форматировании дискеты проверять качество носителя и, в случае обнаружения дефектных участков, исключать их из дальнейшего использования. Благодаря специальному формату разметки, ёмкость одной дискеты составляет более 800 Кбайт пространства пользователя.
Контроллер системы имеет свой собственный RAM-буфер и не использует под системные переменные память самого компьютера. Это позволяет избежать сдвига рабочей области и делает C-DOS независимой от внешних программ, а потому совместимой практически с любым программным обеспечением вышеупомянутых компьютеров. Тем не менее, при сбросе snapshot-ов содержимое регистров заносилось в стек, а дополнительное ОЗУ не использовалось. Несмотря на откровенный прорыв в программировании для ZX Spectrum, и данная система не получила какого-либо распространения даже в Киеве из-за желания автора сохранить монополию на производство, а также отсутствия широкой поддержки ПО.

## Программы разработанные специально для C-DOS
Разработаны Виктором Гриненко:
- G.Shell — файлпроцессор, аналог NC;

- DiskEditor — программа редактирования дисков C-DOS. Аналог Norton DE;

- BetaCopy — программа для копирования дискет формата TR-DOS.

Разработаны Александром Филипповым:
- IBM Exchanger — программа обмена файлами на дискетах IBM-PC.